# S&W N°3

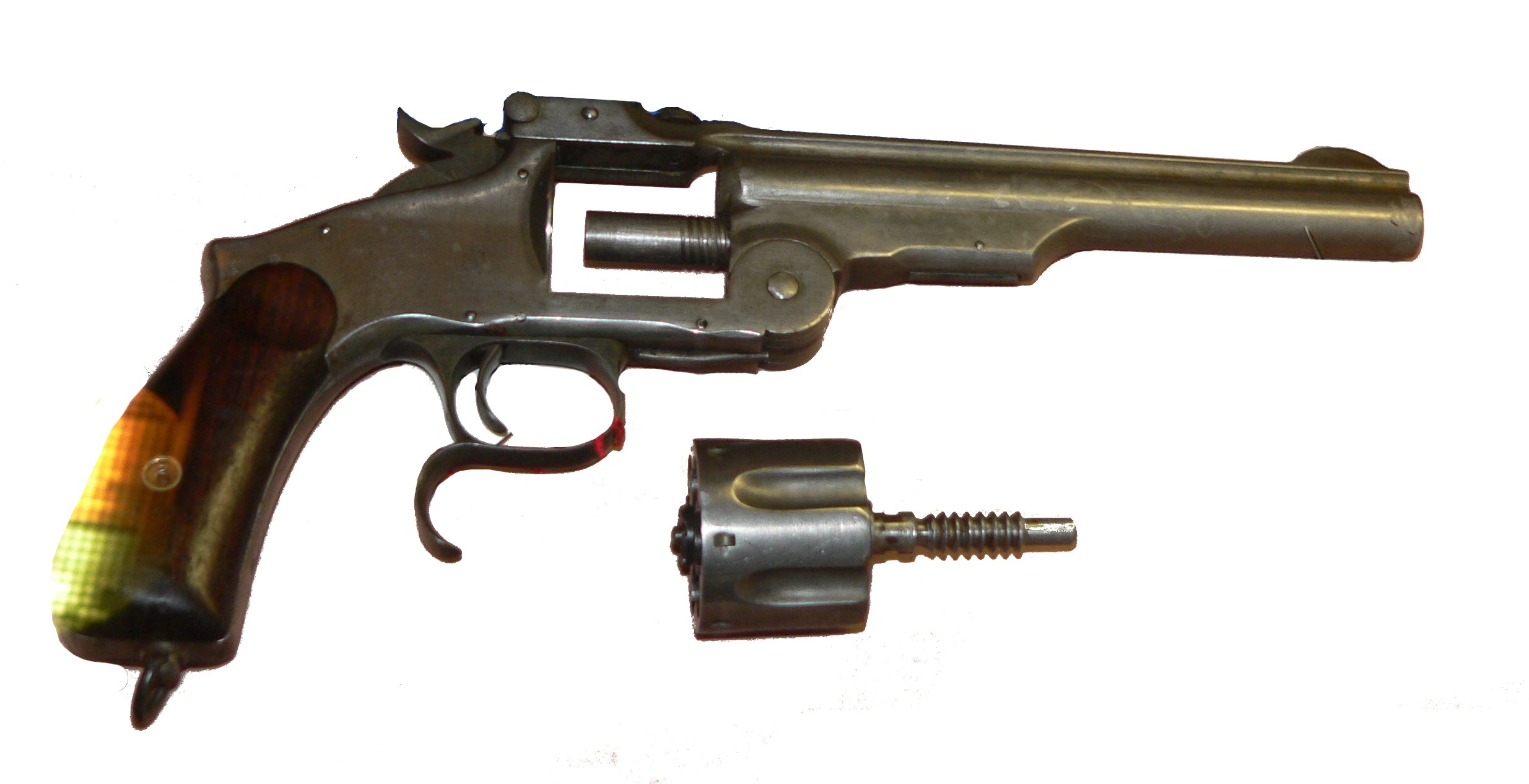
S&W No 3 cal. 44

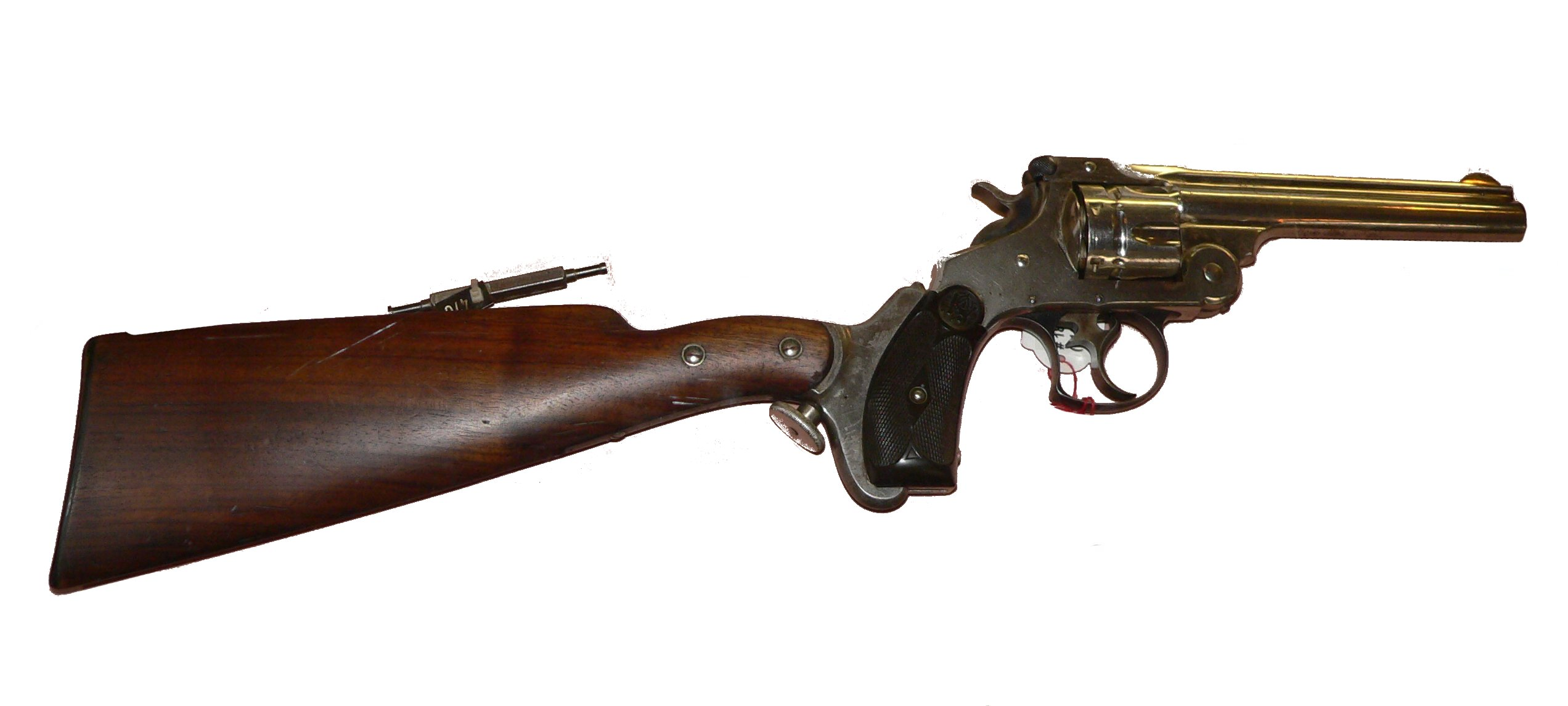
S&W No 3 cal. 44 avec sa crosse amovible

Le Smith & Wesson no 3 est un revolver simple action de fort calibre, produit par la Smith & Wesson Co. à Springfield, Massachusetts et vendu entre 1870 et 1915 environ sous plusieurs variantes. Il était le concurrent direct du Colt SAA Modèle 1873. Comme tous les revolvers S&W de l'époque, il était à carcasse basculante avec éjection simultanée des douilles lors de l'ouverture du système (brevet du 24 août 1869). Il fut copié plus ou moins servilement en Allemagne, Belgique, Espagne et Russie impériale.

## Conception

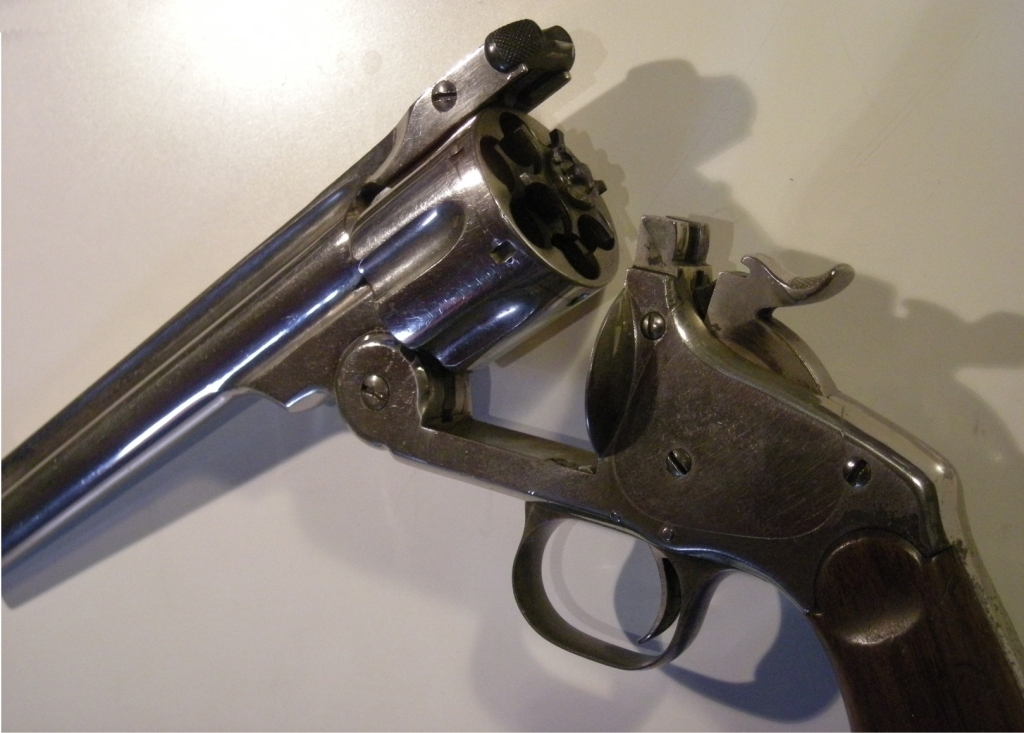
Smith & Wesson No. 3, position de rechargement

En mai 1870, Smith & Wesson entreprend la fabrication du modèle 3, chambré en .44 Henry pour satisfaire l'armée dont l'entreprise convoite les commandes. Première modification, le calibre .44 American à percussion centrale est préféré.
En 1871, le général Alexandre Gorloff, passa commande au nom du Tsar Alexandre II de 131000 exemplaires du Model Russian (3 versions confondues).
Dès 1870, le major George Schofield, du 10e Cavalry, étudie des améliorations du  Model American. Il en résultera le  Model Schofield, chambré en .45 Schofield, un calibre proche du .45 Colt. L'armée en achètera 8300, mais préfèrera le Colt Single Action Army tout en privilégiant la munition Schofield, utilisable dans les deux armes, à la différence du .45 Colt.

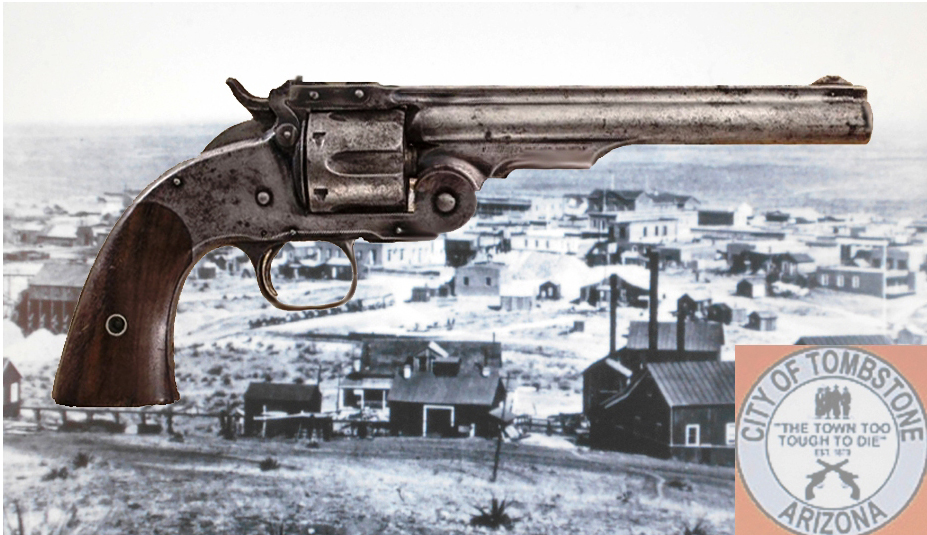
S&W No 3 Schofield cal. 45.

Le New Model se caractérise par son nouvel extracteur dont le logement sous le canon est extrêmement court et des plaquettes en ébonite portant le logo S&W.

## Variantes
- L'American : 2 modèles
- Le Russian : 3 modèles. Le plus vendu.
- Le Schofield : 2 modèles.
- Le New Model : existe aussi en version Target pour le Tir sportif.

## Production
- Le modèle American connut trois modèles, produits à 33 300 exemplaires. L'US Army en acheta 1 000, en service de 1871 à 1873. De même le Police Department de Nashville (Tennessee). Enfin, le Mexique s'en procura 4 000.
- Les 8 900 Schofield (2 modèles produits de 1855 à 1877) connurent les Guerres indiennes comme arme de poing de l'US Army, à côté du Colt Single Action Army puis les mains de Jesse James, John Wesley Hardin, Pat Garrett, Theodore Roosevelt, Virgil Earp et de Billy the Kid. Ils furent rapidement abandonnés comme arme militaire ; les surplus eurent leur canon recoupé à 12,7 cm et certains furent revendus à la Wells Fargo.
- 131 000 Russian furent fournis à l'Empire russe et 5 000 à l'Empire japonais. 19 700 furent vendus sur le marché civil. La Russie utilisa aussi des modèles produits en Allemagne par la Ludwig Loewe Co. à Berlin et en Russie par l'arsenal de Toula.
- 4 000 revolvers du type New Model chambrés pour la cartouche .44 Henry furent fournis à l'Empire ottoman, possiblement dans un souci de compatibilité avec des Winchester Model 1866 achetées précédemment pour la Guerre russo-turque de 1877-1878.
- 4 200 revolvers de ce type furent réceptionnés entre 1871 & 1874 et vendus dans des armureries mexicaines. De nombreuses commandes suivirent pendant plusieurs décennies auprès d'artisans espagnols ou belges, notamment par certains haut gradés de l'armée mexicaine.

## Données numériques
American
- Munition : .44 American
- Encombrement (longueur totale/masse à vide) : 34 cm/1,2 kg (2nd model long de 27,5 à 34 cm).
- Canon de :
  - 1st model : 20 cm
  - 2nd model : 14/15/16,5/18/20 cm
- Barillet : 6 cartouches

Schofield
- Munition : .45 Schofield
- Encombrement (longueur totale/masse à vide) : 31 cm/1,13 kg
- Canon de : 18 cm
- Barillet : 6 cartouches

1st Model Russian
- Munition : .44 Russian
- Encombrement (longueur totale/masse à vide) : 34 cm/1,2 kg
- Canon de : 20 cm
- Barillet : 6 cartouches

2nd Model Russian
- Munition : .44 Russian
- Encombrement (longueur totale/masse à vide) : 31 cm/1,17 kg
- Canon de : 18 cm
- Barillet : 6 cartouches

3rd Model Russian
- Munition : .44 Russian
- Encombrement (longueur totale/masse à vide) : 30 cm/1,16 kg
- Canon de : 16,5 cm
- Barillet : 6 cartouches

## Apparitions
Il est au cœur du film Impitoyable et on peut le voir dans de nombreux films et fictions dont :
- À la poursuite du diamant vert,
- Mélodie pour un meurtre,
- Mort ou Vif,
- Van Helsing,
- 3h10 pour Yuma,
- Les Créatures de l'Ouest,
- Cowboys et Envahisseurs.

Jeux vidéo :
- BioShock Infinite (2012)
- Battlefield 1 (2017)
- Red Dead Redemption (2010)
- Red Dead Redemption 2 (2018)